# ジョン・ディーコン
ジョン・リチャード・ディーコン（John Richard Deacon、1951年8月19日 - ）は、イギリスのベーシスト。ロックバンド、クイーンのメンバーで、「マイ・ベスト・フレンド」、「地獄へ道づれ」、「ブレイク・フリー（自由への旅立ち）」などのヒット曲を作詞・作曲した。

## 人物
クイーンのメンバーの中では最年少であり、加入も一番遅かった（1971年加入）。温厚な人柄で、メンバー間の衝突で訪れたバンド解散の危機を幾度も救ったとされ、ビジネス面においてはイニシアティブを握っていたとされている。担当楽器はベースであるものの、ギター、ピアノ、キーボード、シンセサイザー等多くの楽器を演奏できるマルチプレイヤーでもある（「ワン・ヴィジョン」のミュージック・ビデオなどで確認することができる）。クイーンのメンバーでは、一番多くの子を儲けた。
クイーンのボーカルであるフレディ・マーキュリーを1人のアーティストとして尊敬しており、「クイーンのボーカルはフレディ以外には考えられない」と度々発言しており、フレディ没後のクイーンとしての活動にはほとんど参加をしていない。バンドに対して多くの楽曲も提供しているが、彼自身が歌うことやコーラスをとることはほとんどなく、自身では「自分は音痴だ」とも語っていた（ミュージックビデオ内で歌っているような姿が見えるが、口パクであることがほとんどである。ライブではコーラスを取ることもしばしばある）。また、フレディと彼のパートナーであるジム・ハットンとの関係性についても一番よく理解を示していた。
テイラーとはバンド時代、プライベートでも仲がよく、特に80年代は双方の家族ぐるみで遊びに行っている。
電子系の大学を卒業しており機械関係に強かったため、ブライアン・メイに自身のエフェクターやアンプをたびたび作製したり改造するなど、演奏や作曲以外でもサウンド面でバンドに貢献していた。中でも、メイが使用していたディーコン作製のオリジナル・アンプ、通称“DEACY AMP（ディーキー・アンプ）”は、ギター・レッド・スペシャルとエフェクターとギターテクニックの組み合わせにより七色のサウンドを出すことが可能だった。

## 経歴

### 幼少期、クイーン加入まで
レスターシャーのオードビーに生まれ育つ。7歳の頃に両親から買い与えられた、おもちゃのギターから音楽に興味を持つ。音楽と並行して機械いじりにも興味を示し、無線装置などで遊んでいたという。この機械に対する興味が後々、彼の進路と音楽活動に影響を与える。新聞配達で稼いだ金銭でアコースティック・ギターを購入したのが本格的な音楽活動の第一歩である。14歳から「ジ・オポジション」というバンドにリズムギターで加入するが、そこにいたベーシストがバンドのレベルに次第についていけなくなったため脱退し、ディーコンがベースに転向する。後に同じ名のバンドが現れたため「ザ・ニュー・オポジション」さらに「ジ・アート」と改名する。このバンドはディーコンがロンドン大学のチェルシー・カレッジ (en) 電子工学科に入学するまで続けられた。大学に入ってからは学業に専念し、チェルシー・カレッジを首席で卒業、名誉学位を与えられる。
大学在籍時から友人と趣味程度のバンドを組んだが、わずか数回の活動で終わってしまい、その後いくつかのバンドのオーディションを受けたがすべて落選した。1971年1月に友人のクリスティン・ファーネルと行ったディスコで、ファーネルの友人であるブライアン・メイとロジャー・テイラーに会い、ベーシストが定着していなかったクイーンのオーディションを受け採用された。採用の決め手は、ベースの腕前もさることながら、ディーコンが温厚かつ謙虚な人柄で機械に強かったからだといわれている。ディーコンのクイーンへの正式加入は、メイによれば1971年3月1日とされている。

### クイーンでの役割

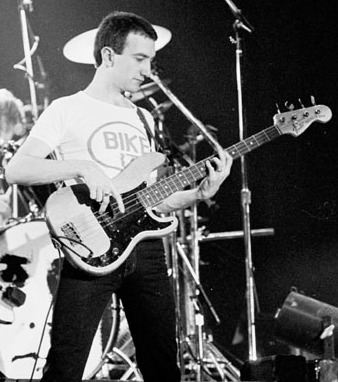
ジョン・ディーコン（ダブリンのステージにて、1979年）

ボーカルをまったくしなかったことや、バンド内で最年少だったこともあり、当初ディーコンの存在感は薄く、他の3人に比べると作曲を始めるのは遅かったが、3枚目のアルバム『シアー・ハート・アタック』収録の「ミスファイアー」で初めて自作曲が採用される。4枚目のアルバム『オペラ座の夜』では2曲目の自作曲「マイ・ベスト・フレンド」が収録され、全英7位、全米16位のヒットとなった。この曲ではマーキュリーが生ピアノでなくては弾きたくないと拒んだため、ディーコン自身がエレクトリックピアノを弾いている。
その後、アルバムごとに自作曲1、2曲をコンスタントに提供するようになり、全世界で700万枚セールスを挙げたマーキュリー生前のクイーン最大のヒット曲「地獄へ道づれ」（全米1位、全英7位）、全英3位の他、世界数カ国でナンバーワンヒットとなった「ブレイク・フリー（自由への旅立ち）」など、寡作ながらもクイーンの代表作となる曲を発表し、バンド内での存在感を増していった。
また、前述のギターアンプ “Deacy（ディーキー）”などを制作。その学歴を生かし、バンドに貢献した。
ファーストアルバム『戦慄の王女』のクレジットでは、「ディーコン・ジョン」とクレジットされているが、これは、そのほうが響きがいいからという理由で、メンバーが判断し、そうクレジットされたと考えられる。実際に初期の音源では、司会者に「ディーコン・ジョン」と紹介されていることから、誤植ではなく意図的なものだということがわかる。その後、ディーコンが本名でのクレジットを要求したことから、セカンドアルバム『クイーンII』以降は元の表記に戻っている。
ディーコンにとっての最初のベース・ギターはオポジション時代のエコーに始まり、ほどなくしてリッケンバッカーの4001となった。クイーンではフェンダー・プレシジョン・ベースが主に使用され、何度かの塗装変更などが行われた。後期にはロジャー・ギフィンによるカスタム・ベースも使用した。またミュージックマンのスティングレイ・ベースも使用していた。

### ソロ活動
ディーコンはボーカルをしなかったため、クイーンの他のメンバーのようにソロアルバムを発表することはなかった。クイーン以外のミュージシャンとコラボレートして発表した作品はいくつか存在する。1983年にシン・リジィのスコット・ゴーハム、バッド・カンパニーのサイモン・カークとミック・ラルフス、プリテンダーズのマーティン・チェンバースらと“MAN FRIDAY and JIVE JUNIOR”名義で、ジャム・セッションから生まれた“Picking Up Sounds”を、また1986年には、イギリス映画『Biggles』のための即席ユニット“The Immortals”名義で、ディーコンが作曲に携わった“No Turning Back”をそれぞれシングル発表している。どちらも、商業的に成功することはなかった。
後者の“No Turning Back”は、後に本田美奈子が「ルーレット」と改題して日本語カバーしている。

### フレディ・マーキュリー死後の音楽活動
マーキュリーの死後は音楽活動に消極的になり、追悼コンサートの参加にも当初は否定的で、メイとテイラーの強い説得によってようやく参加を決めたという。「フレディの声以外でクイーンの曲を演奏するのは考えられない」として、下記の数回以外に参加はしていない。
マーキュリー不在のクイーンに彼が参加した企画は以下の通り。
- フレディ・マーキュリー追悼コンサート（1992年4月20日、イギリス・ウェンブリースタジアムで開催）
- 1993年9月18日クイーン名義でテイラーと出演したイングランドで行われたカウドレイ・ルィーンズ・コンサート(合同チャリティ・コンサート)[8]。
- モーリス・ベジャールバレエ団による「バレエ・フォー・ライフ」のオープニングイベントでエルトン・ジョンをボーカルに迎えての「ショウ・マスト・ゴー・オン」の演奏（1997年1月17日、パリで開催。このバレエはフレディとモーリス・ベジャールバレエ団に所属していて、エイズによって1992年に亡くなったジョルジュ・ドンに捧げられた物で、クイーンの曲に合わせてバレエが披露される）

マーキュリーの死後、舞台に立ったことは以上3回しかない。他に、
- アルバム『メイド・イン・ヘヴン』への参加（1995年）
- アルバム『クイーン・ロックス』に収められた「ノー・ワン・バット・ユー（オンリー・ザ・グッド・ダイ・ヤング）」（1997年発売。ダイアナ妃とマーキュリーに捧げられた新曲。ゲストボーカルは迎えず残された3人での演奏）
- ミュージカル「ウィ・ウィル・ロック・ユー」の初期構想への参加

がある。
また1995年にはロンドン、シェパーズ・ブッシュ・エンパイアで行われたSASバンドのライヴに参加（息子マイケルの当時のバンド「Baker」が前座で出演）したとされている。

### 引退
1997年以降、表舞台に出る機会が激減したため、引退の真相は不明だったが、2004年にテイラーが「ジョンは事実上、引退している」と発言したほか、クイーンと付き合いの長い東郷かおる子が寄稿したクイーン+ポール・ロジャース日本公演（2005年）のパンフレットには「音楽業界から引退」と記載された。
クイーンの広報担当者が『Daily Mail』紙に語ったところによると、バンドが運営する事業の平等な株主でもあり、資産も多く、引退後はひっそりと暮らしているという。メイは「今の生活は彼が選んだことだし、俺達にも連絡はないんだ。ジョンは最初からとても繊細な人だったからね」、テイラーも「一切、音沙汰はない」と語っている。
テイラーによると、元来ディーコンは表舞台に出るのが苦手で、音楽業界の慌ただしさや狂騒に強いストレスを感じていたようで、マーキュリーが亡くなったことで、さらに内にこもるようになってしまったという。それでも「今でも俺達と同じクイーンの一員であることに変わりはないよ」と話している。
また、イギリスのリッチリストによると、「ジョン・ディーコンはツアーには参加しなかったが、著作権使用料と『ウィ・ウィル・ロック・ユー』の長きにわたる成功により、利益を得た」とされている。近年ではMyspace上に自分のページを設けたり（すぐに閉鎖）、時折、自らのファンサイトに書き込みをするなどしている。
ブライアン・メイによると、2014年に映画『ボヘミアン・ラプソディ』の初期段階の脚本を読んで、映画化の許可を出したものの、制作に関わることはなかったと米ローリング・ストーン誌に語っている。なおこの映画には息子のルーク・ディーコンが出演している。

## ディスコグラフィー
※「()」内は、初出となったアルバム。
ジョン・ディーコン作曲のクイーンのシングル
- マイ・ベスト・フレンド（オペラ座の夜）
- 永遠の翼（世界に捧ぐ）
- 地獄へ道づれ、夜の天使（ザ・ゲーム）
- バック・チャット（ホット・スペース）
- ブレイク・フリー (自由への旅立ち)（ザ・ワークス）
- 心の絆、喜びへの道（両方ともフレディ・マーキュリーとの共作）、愛ある日々（カインド・オブ・マジック）

その他のアルバム収録曲
- ミスファイアー（シアー・ハート・アタック）
- ユー・アンド・アイ（華麗なるレース）
- 恋のゆくえ（世界に捧ぐ）
- うちひしがれて、セヴン・デイズ（ジャズ）
- フラッシュの処刑、森林惑星アーボリア（フラッシュ・ゴードン）
- クール・キャット（ホット・スペース、フレディとの共作）
- レイン・マスト・フォール（ザ・ミラクル）
- マイ・ライフ・ハズ・ビーン・セイヴド（メイド・イン・ヘヴン）

ソロ作品
- ジャイブ・ジュニア・アンド・マン・フライデイ (Jive Junior And Man Friday)：ピッキング・アップ・サウンズ (Picking Up Sounds)（1983年）
- ザ・イモータルズ (The Immortals)：ノー・ターニング・バック (No Turning Back)（1986年、『Biggles: Adventures in Time』のサウンドトラック）